# Mazame pygmée
Mazama chunyi
Espèce
Statut de conservation UICN

 VU A4c; B2ab(iii) : Vulnérable
La Mazame pygmée (Mazama chunyi) est une espèce de mammifères de la famille des Cervidae.

## Répartition
Cette espèce se rencontre dans le Nord de la Bolivie et le Sud du Pérou entre 1 000 et 4 000 m d'altitude.

## Classification
Le nom valide complet (avec auteur) de ce taxon est Mazama chunyi Hershkovitz, 1959.
Ce taxon porte en français le nom vernaculaire ou normalisé suivant : Mazame pygmée.